# Anisodes monetaria
Anisodes monetaria là một loài bướm đêm trong họ Geometridae.